# Departamento de Seguridad Nacional de los Estados Unidos
El Departamento de Seguridad Nacional de los Estados Unidos (en inglés: United States Department of Homeland Security; acrónimo: US DHS) es el departamento ejecutivo del gobierno federal de Estados Unidos responsable de la seguridad pública, equiparable a los ministerios del interior de otros países. Entre las funciones de las que se encarga por velar cuenta la lucha contra el terrorismo, la seguridad fronteriza, inmigración y aduanas, seguridad cibernética y la gestión y prevención ante desastres. Comenzó a operar en 2003, lo que lo convierte en el departamento del gabinete más reciente de Estados Unidos. El departamento se creó a partir de 24 agencias federales ya existentes en respuesta a los atentados del 11 de septiembre de 2001.
Mientras que el Departamento de Defensa se encarga de acciones militares, el Departamento de Seguridad Nacional trabaja en la esfera civil para proteger los Estados Unidos dentro y fuera de sus fronteras. Su objetivo es prepararse, prevenir y responder a emergencias nacionales, en especial el terrorismo. De acuerdo con Peter Andreas, experto en geopolítica, la creación del DHS constituyó la reorganización gubernamental más importante de Estados Unidos desde la Guerra Fría.
Con más de 200.000 empleados, Seguridad Nacional es el tercer ministerio más grande del gobierno federal de Estados Unidos por debajo del Departamento de Defensa y el Departamento de Asuntos de los Veteranos. La política del Departamento se coordina en la Casa Blanca por el Consejo de Seguridad Nacional, con Frances Townsend como Asesora de Seguridad Nacional. Otros ministerios con responsabilidades en la seguridad nacional son el Departamento de Salud y Servicios Humanos, el Departamento de Justicia y el Departamento de Energía. Entre las críticas al departamento se pueden citar el supuesto despilfarro y el ineficiente uso de sus grandes recursos económicos y la violación de la privacidad y las libertades civiles de los ciudadanos estadounidenses y extranjeros.

## Concepto
El concepto nació poco después de los atentados del 11-S en Estados Unidos, ya que a partir de esa catástrofe se empezó a percibir un cambio en las amenazas tradicionales de los estados. De pronto el enemigo, que siempre se había concebido fuera de las fronteras, se convertiría en global, hasta el punto de poder existir en diferentes territorios de forma descentralizada, incluso en el interior de las propias fronteras; y pierde el rostro, por lo que se hace cada vez más complejo prevenirlo y combatirlo. Dichas amenazas a la seguridad, se afirma, son, prioritariamente: el terrorismo internacional, la inmigración ilegal, el narcotráfico, la delincuencia organizada, la violación de las comunicaciones, entre otras.
El desarrollo de la política de Estados Unidos a partir del 11-S viró hacia ese nuevo concepto de seguridad que se concretó en la creación del Department of Homeland Security y en la aprobación en el Congreso de la National Security Strategy (2002) donde se define el terrorismo como la principal amenaza al país norteamericano.
Esta nueva estrategia de seguridad combina aspectos policiales, militares y de seguridad en todos los ámbitos de la vida nacional, tanto del espacio público como del ámbito privado, creando diversas agencias dedicadas a ejercer una estrecha vigilancia en aeropuertos, transportes, comunicaciones, transacciones financieras e internet, entre otros. Vigilancia que se realiza mediante la colaboración entre agencias estatales de seguridad, activos militares, compañías privadas de seguridad e industrias fabricantes de armas. Todo ello implica una fusión entre las esferas de política interior y exterior de los estados y, por ende, de la política de defensa y de seguridad; exigiendo un esfuerzo de colaboración entre los distintos actores de la sociedad, a saber, cuerpos y fuerzas de seguridad del estado, empresa privada y sociedad civil. Implica también, en consecuencia, un aumento de los presupuestos de defensa y de seguridad interna y, por tanto, el gasto militar. A nivel internacional implica la colaboración de los gobiernos aliados (por ejemplo, entre la UE y EE. UU.) en el trasvase de información y coordinación de los diferentes cuerpos de seguridad. 
Las políticas de Homeland Security han repercutido en los estados en los que se aplica en un drástico recorte de las libertades individuales y colectivas de la sociedad civil, rebasando en algunos casos los límites de los Derechos Humanos, ya que se justifican medidas de control que afectan a la cotidianidad de la ciudadanía: controles en los aeropuertos, puertos y fronteras; control de la información; control sobre los flujos migratorios; implantación de sistemas de videovigilancia. El Estado se convierte en el Gran Hermano que todo lo sabe y todo lo controla. Ello ha generado multitud de respuestas de rechazo entre la población civil, que ha visto mermadas sus libertades y así lo han denunciado y lo continúan denunciando muchas entidades de derechos humanos.
También algunas organizaciones de ámbito internacional han propuesto modelos alternativos a la Homeland Security. En 1994 el programa para el desarrollo Humano de las naciones Unidas introdujo el concepto de seguridad humana como contraposición al paradigma imperante de la seguridad nacional, intentando implementar una visión más integral de la seguridad desde el punto de vista de las personas, garantizando las libertades y eliminando las necesidades y los miedos de los ciudadanos.
Por lo que respecta a la Unión Europea, la Estrategia Europea de Seguridad y el consenso europeo sobre desarrollo de 2005 clarifican que no puede existir desarrollo sostenible sin paz y seguridad y que, sin desarrollo y erradicación de la pobreza, no se podrá lograr una paz sostenible. Sin embargo, su postura como organización supranacional no llega más allá de un simple apunte, pues los propios gobiernos que la forman se han sumado también a las políticas de Homeland Security en sus respectivas legislaciones. En el ámbito europeo la aplicación de esta estrategia de seguridad se ha reflejado, por ejemplo, en el ejercicio de control de las fronteras territoriales en el Sur del Mediterráneo, bajo el amparo de la legislación europea y del programa FRONTEX. 

## Divisiones según Subsecretario

### Subsecretario de Seguridad Nacional
- Guardia Costera de los Estados Unidos (USCG).
- Servicio de Inmigración y Control de Aduanas de los Estados Unidos (ICE).
- Oficina de Aduanas y Protección Fronteriza de los Estados Unidos (CBP).
  - Patrulla Fronteriza de los Estados Unidos (USBP).
- Servicio de Ciudadanía e Inmigración de los Estados Unidos (USCIS).
- Agencia Federal para el Manejo de Emergencias (FEMA).
  - Centro de Preparación Doméstica (CPD).
  - Programa Nacional de Seguro contra Inundaciones (NIFP).
  - Administración de Bomberos de Estados Unidos (USFA).
- Servicio Secreto de los Estados Unidos (USSS).
- Administración de Seguridad en el Transporte (TSA).
- (CISA).

### Subsecretario de Seguridad Nacional para Ciencia y Tecnología
- Dirección de Ciencia y Tecnología (S&T).

### Subsecretario de Seguridad Nacional para Inteligencia y Análisis
- Oficina de Inteligencia y Análisis (I&A).

### Subsecretario de Seguridad Nacional para la Gestión
- Dirección de Gestión del DHS.
- Servicio de Protección Federal (FPS)

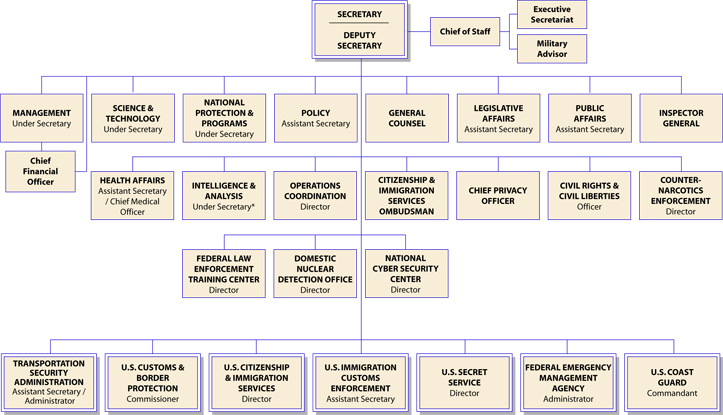
Organización del Departamento de Seguridad Nacional de los Estados Unidos (julio 2008).